# Poesiomat (náměstí Bratří Synků)
Poesiomat na Náměstí Bratří Synků v Praze-Nuslích stojí v parčíku jihozápadní části náměstí u přechodu na zastávky tramvají (v místech, kde do roku 1903 stála trojpodlažní barokní budova Nuselského zámku).

## Historie
Poesiomat byl zprovozněn 20. dubna 2022. Je věnován umělcům, jejichž život byl spjat s Nuslemi, například Rudolfu Hrušínskému, Tomáši Holému nebo Jiřímu Schelingerovi. Vedle slavných rodáků odkazuje i na významná díla české literatury, o příhodě z Nuslí vypráví Jaroslav Hašek prostřednictvím Švejka nebo na anekdotu z Nuselského mostu odkazuje Bohumil Hrabal.